# Wzgórze Marii
Wzgórze Marii, Twaróg (niem. Schaarberg, Marienhōhe, 428 m n.p.m.) — wzgórze w Sudetach Środkowych w północno-wschodniej części Gór Bystrzyckich w Polanicy-Zdroju, w województwie dolnośląskim.
Wzniesienie ciągnie się wzdłuż prawego brzegu Bystrzycy Dusznickiej, w Polanicy-Zdroju, oddzielając ją od Nowego Wielisławia. Stanowi północno-wschodni kraniec Gór Bystrzyckich, chociaż czasem zaliczane jest już do Kotliny Kłodzkiej. Zbudowane z piaskowców ma kształt wydłużonego garbu rozdzielonego doliną Bystrzycy Dusznickiej na północy i Wielisławki na południu. W większości porośnięte lasem świerkowym z domieszką sosny i gatunków liściastych. Pod szczytem na drzewie znajduje się kaplica z obrazem NMP.
Przed 1945 Wzgórze Marii było popularnym miejscem spacerów kuracjuszy leczących się w Polanicy, z którego roztaczała się interesująca panorama na centrum uzdrowiska. Obecnie nieco utraciła na atrakcyjności, ponieważ drzewa podrosły i jego walory widokowe ograniczyły się do jednego punktu, poza tym zbocza zostały zabudowane.  
Na północno-zachodnim zboczu znajduje się cmentarz komunalny, który tak jak nekropolia w Dusznikach-Zdroju położony jest na stoku.

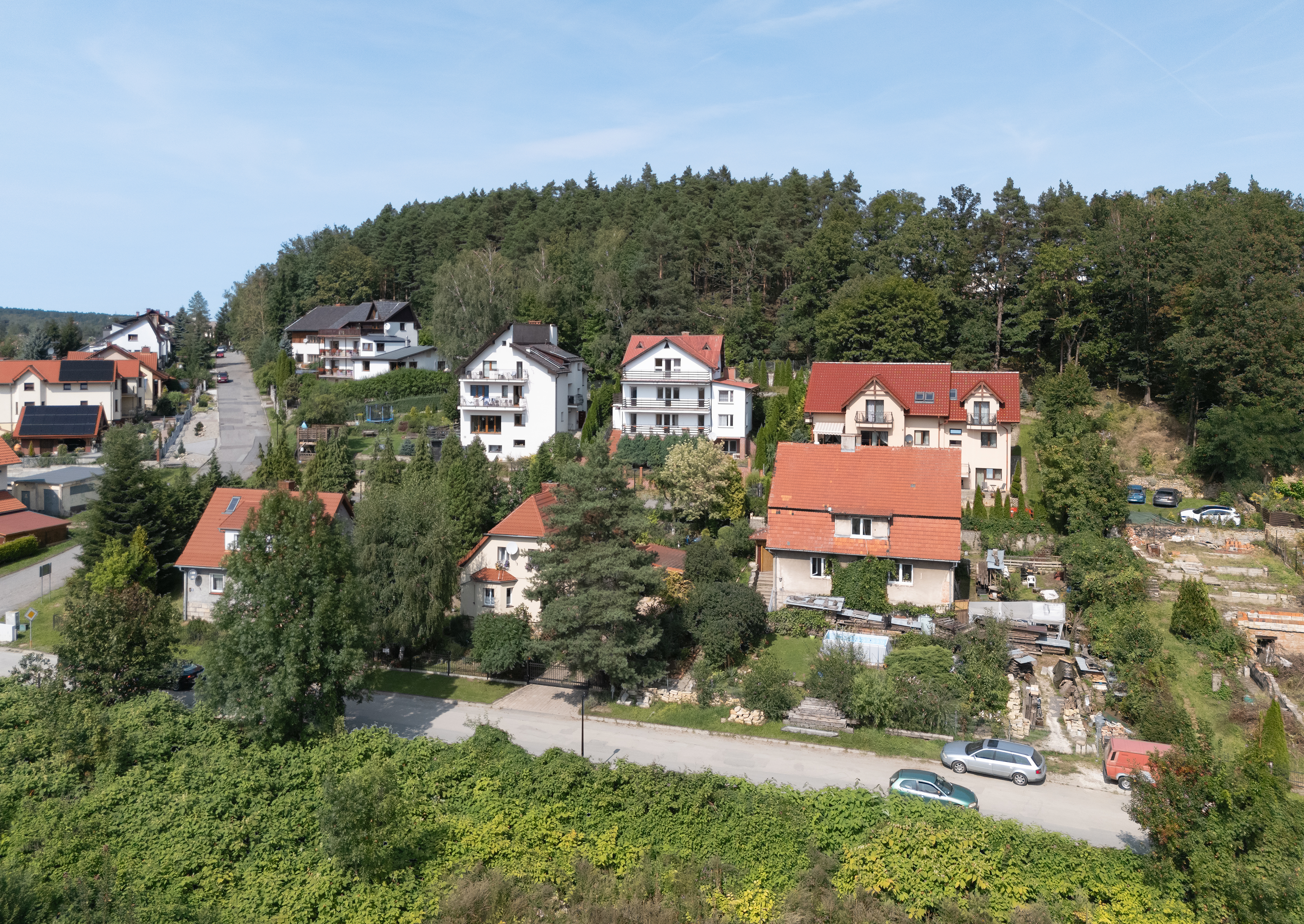
Zabudowa na południowym stoku